# Archena
Archena ist eine südspanische Kleinstadt und eine aus dem Hauptort und einem weiteren Dorf (Algaida) bestehende Gemeinde (municipio) mit 20.976 Einwohnern (Stand: 2024) im Zentrum der Provinz Murcia in der gleichnamigen autonomen Region Murcia. 

## Lage
Die Kleinstadt Archena liegt am Río Segura gut 25 km (Fahrtstrecke) nordwestlich der Stadt Murcia in einer Höhe von ca. 110 m ü. d. M. Das Klima im Winter ist gemäßigt, im Sommer dagegen warm bis heiß; die geringen Niederschlagsmengen (ca. 300 mm/Jahr) fallen – mit Ausnahme der nahezu regenlosen Sommermonate – verteilt übers ganze Jahr.

## Bevölkerungsentwicklung
| Jahr      | 1877  | 1900  | 1950  | 2000   | 2016   |
| Einwohner | 3.498 | 4.590 | 7.567 | 14.516 | 18.734 |

Die kontinuierliche Bevölkerungsanstieg ist im Wesentlichen auf die immer noch anhaltende Zuwanderung aus dem ländlichen Umland zurückzuführen. Auch die relative Nähe zum Großraum Murcia spielt eine Rolle.

## Wirtschaft
Archena liegt im Valle de Ricote, der agrarisch genutzten Kernzone der Provinz Murcia; es wurden Getreide, Weinreben sowie Oliven- und Obstbäume aller Art angepflanzt – Gemüse stammte aus den Hausgärten. Heute werden hauptsächlich Zitrusfrüchte und Olivenbäume geerntet. Im Ort selbst haben sich Kleinhändler, Handwerker und Dienstleistungsbetriebe aller Art angesiedelt. Bereits um 1750 wusste man von mehreren Natursteinvorkommen in der Umgebung des Ortes, doch erst im 20. Jahrhundert sind kleinere Marmorsteinbrüche entstanden.

## Geschichte
Die ältesten Fundstücke, die die Anwesenheit des Menschen in der Region bezeugen, werden in die Jungsteinzeit datiert.  Iberische, karthagische und römische Funde wurden ebenfalls gemacht – letztere nutzten bereits die ca. 1,5 km nördlich des heutigen Ortes gelegenen Thermalquellen (balneario); westgotische oder byzantinische Funde fehlen. In den Jahren nach 711 wurde die Gegend von den Mauren überrannt. Nach dem Ende des Kalifats von Córdoba entstand das Taifa-Königreich Murcia, das nach der Rückeroberung (reconquista) der Region durch kastilisch Truppen unter Alfons X. im Jahr 1243 in ein christliches Königreich umgewandelt wurde, welches jedoch eng mit der Krone von Kastilien verflochten war. In den Jahren 1296 bis 1304 kam die Region vorübergehend unter aragonesische Herrschaft. Erst in dieser Zeit entstand und entwickelte sich um eine ältere Festung (hisn) herum der neue Ort Archena, der ab dem Jahr 1344 und bis ins 19. Jahrhundert hinein – zusammen mit Calasparra und abweichend von den übrigen Gemeinden im Tal – vom Johanniter- bzw. Malteserorden (Orden de San Juan) verwaltet wurde.

## Sehenswürdigkeiten
- Das aus dem 15. Jahrhundert stammende Gebäude der Casa Grande war ein ehemaliger Zehnt- und Getreidespeicher (pósito) des Johanniterordens; es wurde im 18. Jahrhundert verkauft, mit zahlreichen Fenstern bestückt und dient heute als Rathaus.[7]
- Die Iglesia de San Juan Bautista entstand in den Jahren 1770 bis 1789 an der Stelle eines Vorgängerbaus, der seinerseits eine Moschee ersetzt hatte, doch zog sich ihre Vollendung bis ins 20. Jahrhundert hin. Die Kirche ist dreischiffig und hat einen basilikalen Grund- und Aufriss. Während die Einturmfassade (ein zweiter Turm war geplant) eher schlicht und schmucklos gestaltet ist, präsentiert sich das Innere der Kirche im Stil des Klassizismus.[8][9]
- Der Palacete de Villarias ist eine Villa aus dem ausgehenden 19. Jahrhundert mit angeschlossenem Garten.[10]
- Das Castillo de Don Mario ist ein burgartiger, aber von vielen Fenstern erhellter Bau des beginnenden 20. Jahrhunderts.[11]

Umgebung
- Das Balneario de Archena befindet sich ca. anderthalb Kilometer nördlich des Ortes. Die in Ruinen liegende antiken Thermen wurden im 19. und 20. Jahrhundert zum Teil im Maurischen Stil erneuert. Das eigentliche Thermalbad ist umgeben von mehreren Hotels und Villen.[12]
- Die neoromanische Ermita del Balneario ist ein Bau aus den 70er Jahren des 19. Jahrhunderts.
- Auf dem Gemeindegebiet befinden sich zahlreiche Wasserschöpfräder (norias), die an islamische Bewässerungstechniken erinnern.[13]

## Gemeindepartnerschaft
- Chesham, England